# Henrik Plenge Jakobsen
Henrik Plenge Jakobsen (* 1967 in Kopenhagen, Dänemark) ist ein dänischer Künstler, der mit verschiedenen Medien wie Skulptur, Installationen bis hin zu Performances und öffentlichen Auftritten arbeitet.

## Leben
Jakobsen studierte an der Königlich Dänischen Kunstakademie in Kopenhagen in den Jahren 1987 bis 1994. In den Jahren 1992 bis 1993 studierte er an der École nationale supérieure des beaux-arts in Paris und am Institut des hautes études en arts plastiques, Paris.
Jakobsen lebt in Kopenhagen und ist Professor an der Kunsthochschule in Oslo.

## Werk
Jakobsens Arbeiten sind oft eine Kombination von visuellen Elementen im räumlichen Bezug, oft verbunden mit Aktions- und Performance-Elementen.

## Ausstellungen
- 2010: Henrik Plenge Jakobsen. Main frame, Kunstverein für die Rheinlande und Westfalen, Düsseldorf[1]
- 2010: Eye Act, Badischer Kunstverein, Karlsruhe
- 2007: Mad love. Junge Kunst aus dänischen Privatsammlungen, (Gemeinschaftsausstellung), Alken, Dänemark
- 2007: Manhattan Engineering District, FRAC des Pays-de-la-Loire, Carquefou, Frankreich
- 2007: J'Accuse, South London Gallery, London
- 2003: Circus Portikus, Portikus, Frankfurt am Main